# Église Saint-Théodulphe de Trigny
L'église Saint-Théodulphe est une église gothique de la Marne, située à Trigny.

## Architecture
Le clocher du XIIe siècle est percé au sud et au nord de baie en plein cintre géminée d'une colonne.
La nef est bordée de deux collatérales, dans l'axe la baie du chœur est de style gothique flamboyant. La nef a été raccourcie en 1880 pour refaire le portail occidental. Alors que le chœur est une œuvre de fin XVe ou début XVIe siècle.

### Vitraux
Les vitraux les plus anciens sont du XIXe siècle, c'est celui dédié à Théodulf d'Orléans et il représente quatre scènes de la vie du saint.

### Le mobilier
Le mobilier : 
- trois tableaux de Nicolas Perseval, une descente de croix, une résurrection ainsi qu'une nativité[1] du XVIIIe siècle,
- Une statue de Joseph portant Jésus enfant[2] du XVIIIe siècle,
- Une Mise au tombeau[3] sur bois peint du XVIe siècle.

### Cloches
Les deux cloches actuelles datent de 1816 et remplaçaient les trois précédentes. La plus grosse se nomme Louise et la seconde Émilie et furent fondus par A .Antoine et F. Loiseau.

## Galerie

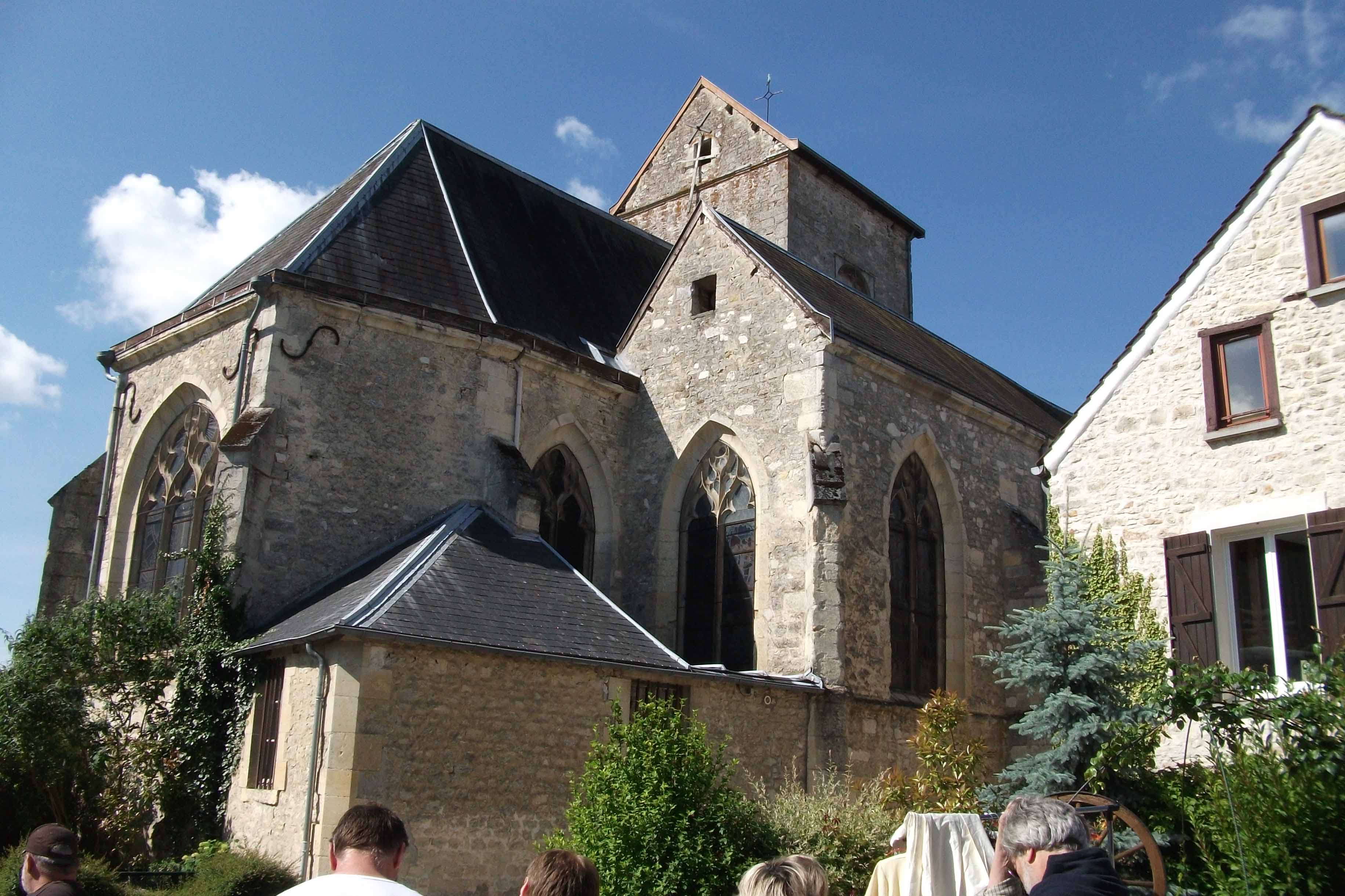
Le chevet.
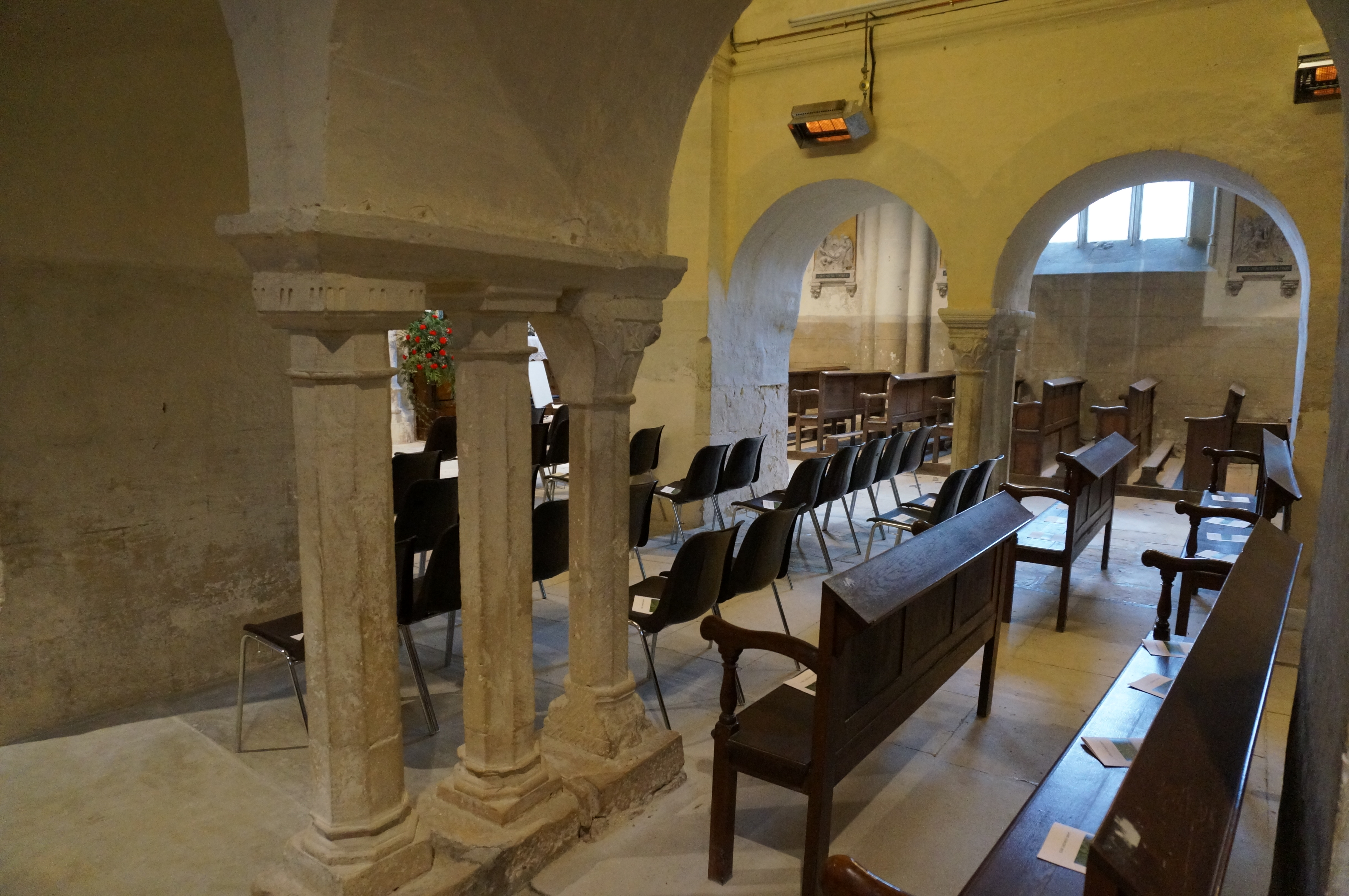
Arcature de la nef.
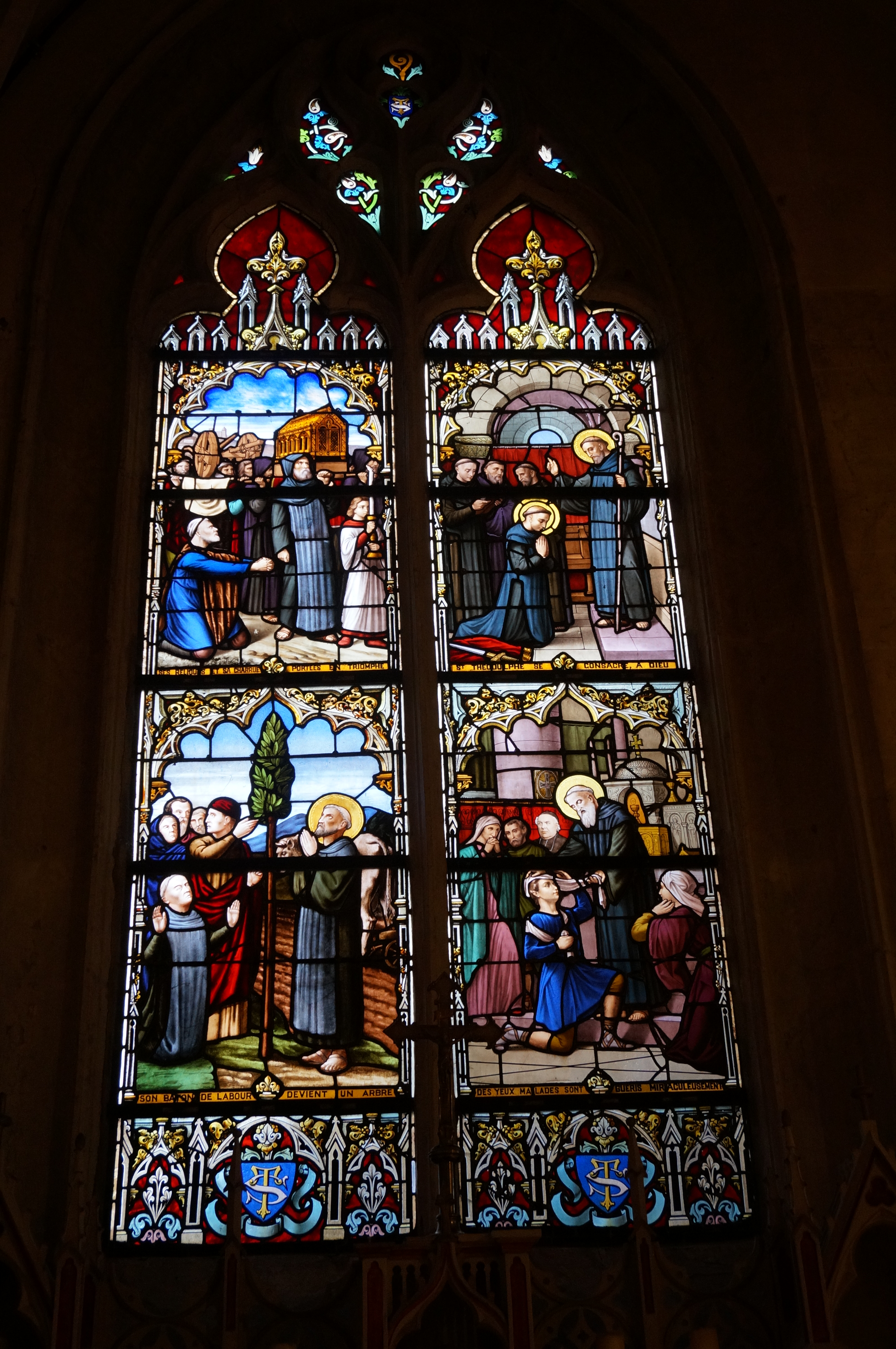
Vitrail de la vie de Théodulphe.
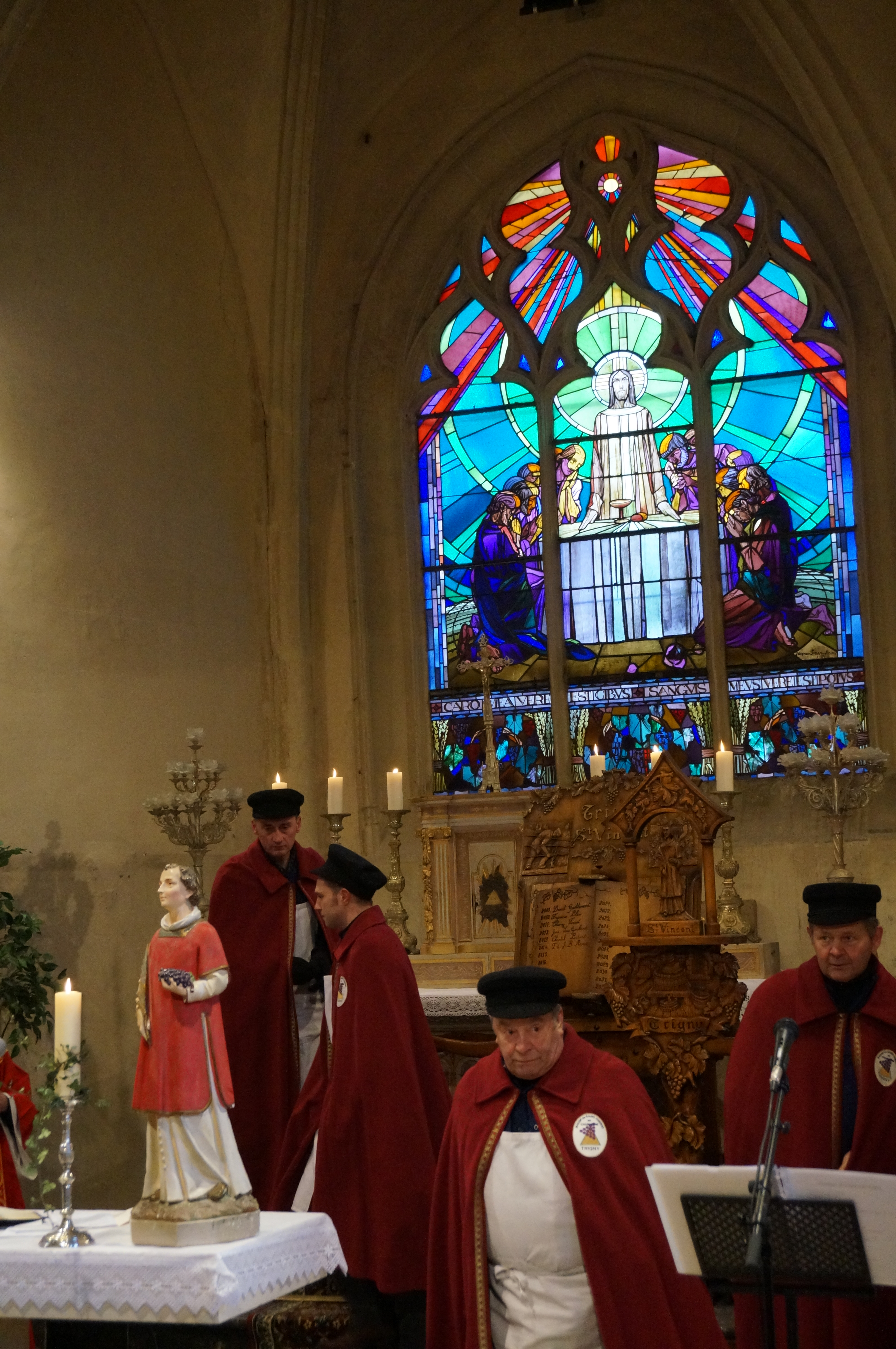
Accueil de la fête des vignerons pour la Saint-Vincent.
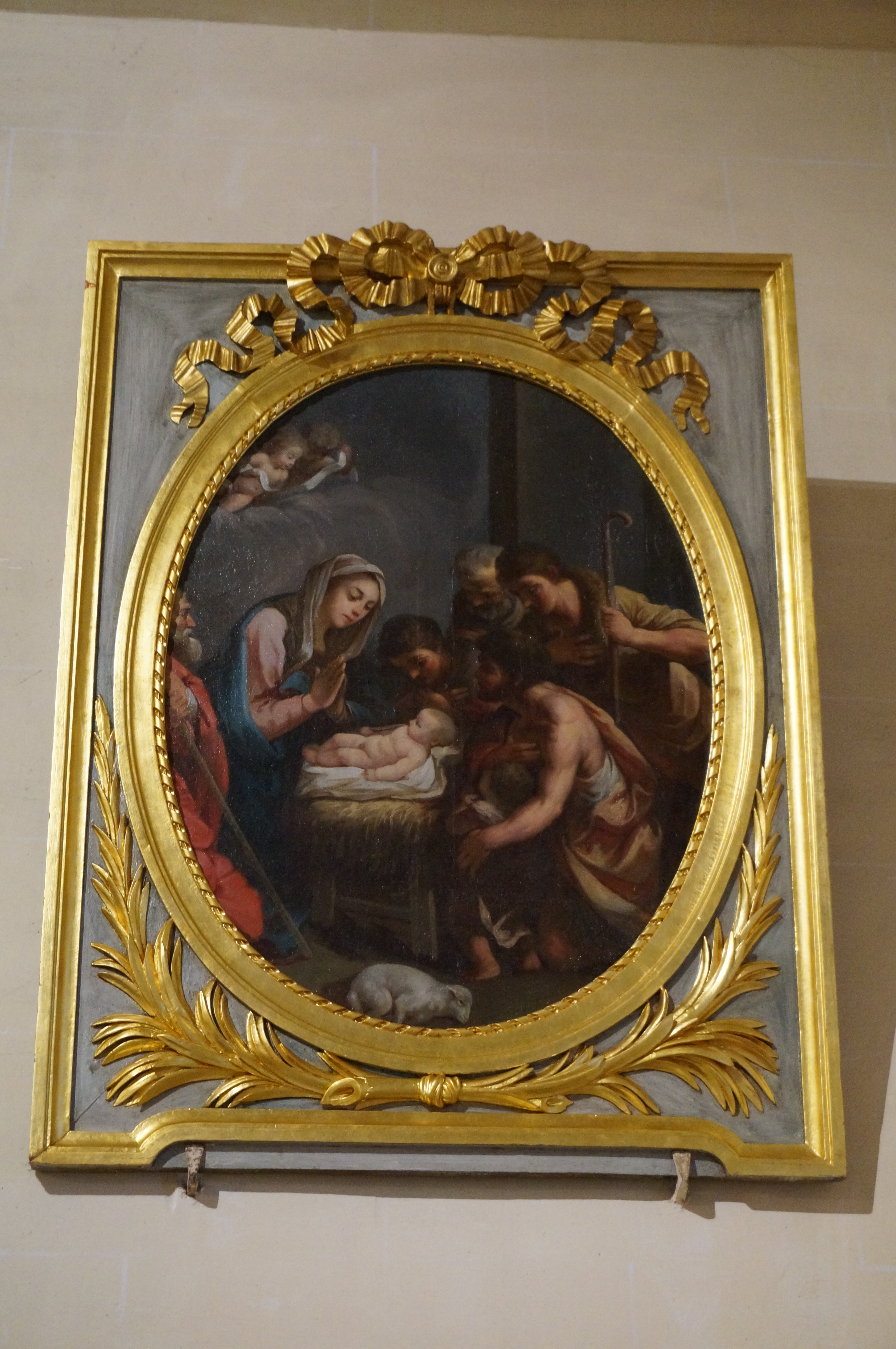
Nativité par Nicolas Perseval.